# Trois milliards de gens sur Terre (album)
Albums de Mireille Mathieu
Je vous aime
(1981) Je veux l'aimer
(1983)
Trois milliards de gens sur Terre est un album de la chanteuse française Mireille Mathieu sorti en 1982. C'est le dernier album de Mireille à sortir sous le label Philips.

## Chansons de l'album
| 1.                     | Adagio                            | Didier Barbelivien, Jean Claudric, Cyril Assous                      | 4:10 |
| 2.                     | Nos souvenirs (Memory)            | Eddy Marnay, T. S. Eliot, T. Nunn, Andrew Lloyd Webber               | 3:45 |
| 3.                     | Où est l'amour                    | Claude Lemesle, Roland Kaiser, N. Hammerschmidt, Joachim Heider (de) | 3:12 |
| 4.                     | Ma vie m'appartient               | Laurence Matalon, Jean Musy                                          | 3:47 |
| 5.                     | New York, New York                | Eddy Marnay, Fred Ebb, John Kander                                   | 2:59 |
| 6.                     | Trois milliards de gens sur Terre | Eddy Marnay, Jean Claudric                                           | 3:22 |
| 7.                     | Tu n'as pas quitté mon cœur       | Eddy Marnay, W. Thompson, M. James, J. Christopher                   | 3:46 |
| 8.                     | Un homme                          | Didier Barbelivien                                                   | 2:49 |
| 9.                     | Sœur des étoiles                  | Jean-Michel Bériat, Sylvain Lebel, Jean Musy                         | 3,42 |
| 10.                    | A Santa Maria                     | Claude Lemesle, Sylvain Lebel, G. et M. de Angelis, C. de Natale     | 4:00 |
| 35 minutes 32 secondes |                                   |                                                                      |      |